# アポロ (小惑星)
アポロ (1862 Apollo) は、アポロ群に属する地球近傍小惑星。スペクトル型はQである。1932年にカール・ラインムートによって発見されたが、その後見失われ1973年に再発見された。名前は、ギリシア神話のアポロンにちなむ。

## 特徴
アポロは、アポロ群の中で最初に発見された小惑星であり、名前の由来ともなっている。しかし長期間見失われていたため、アポロより小惑星番号の若い小惑星も数多くアポロ群に属している。(1566) イカルスなどが該当する。また、地球軌道を横切ることが確認された最初の小惑星でもある。
2007年、ライトカーブ測定によりYORP効果が初めて確認された。
レーダー測定により、アポロは扁平な形状だと考えられている 。

## 衛星について
2005年10月29日から11月2日にかけてプエルトリコのアレシボ天文台でレーダーによるアポロの観測が行われ、その結果衛星の存在が確認された。この結果は11月5日に国際天文学連合会報 (IAUC) 8627号で発表され、衛星には仮符号S/2005 (1862) 1が与えられた。衛星の大きさは約80mで、アポロから3kmほど離れて17時間程度の周期で回っていると見られる。